# GoFirst
Fly Smart
GoFirst est une Compagnie aérienne à bas prix basée à Bombay. Elle commence ses activités en tant que GoAir en novembre 2005, et est détenue par le Groupe Wadia. En janvier 2014, c'est la cinquième compagnie aérienne la plus importante en Inde en part de marché. Elle opère depuis l'Aéroport international Chhatrapati-Shivaji, à Bombay et depuis l'Aéroport international Indira-Gandhi, New Delhi. En mai 2021, la compagnie change de nom pour GoFirst. Elle se place en faillite le 3 mai 2023.

## Histoire
GoFirst est fondée, sous le nom GoAir, en 2005 par Jehangir Wadia, le plus jeune fils de l'industriel Indien Nusli Wadia. La compagnie aérienne est détenue par Wadia Group, un conglomérat Indien détenant entre autres Bombay Dyeing et Britannia Industries.
En juin 2011, GoAir commande  72 Airbus A320neo qui seront livrés dès 2015, à raison de 12-15 appareils par an. Le premier A320neo est livré début juin 2016, et permet à la compagnie aérienne, maintenant détentrice de 20 monocouloirs remotorisés, d'envisager l'ouverture de destinations internationales (loi indienne 5/20), dont l'Europe.
En 2013, la compagnie aérienne annonce que, face aux difficultés financières liées à la baisse de la roupie, elle compte privilégier le recrutement de personnel de bord féminin afin d'alléger le poids des portées de chaque vol.
En 2021, la compagnie change de nom pour Go First.

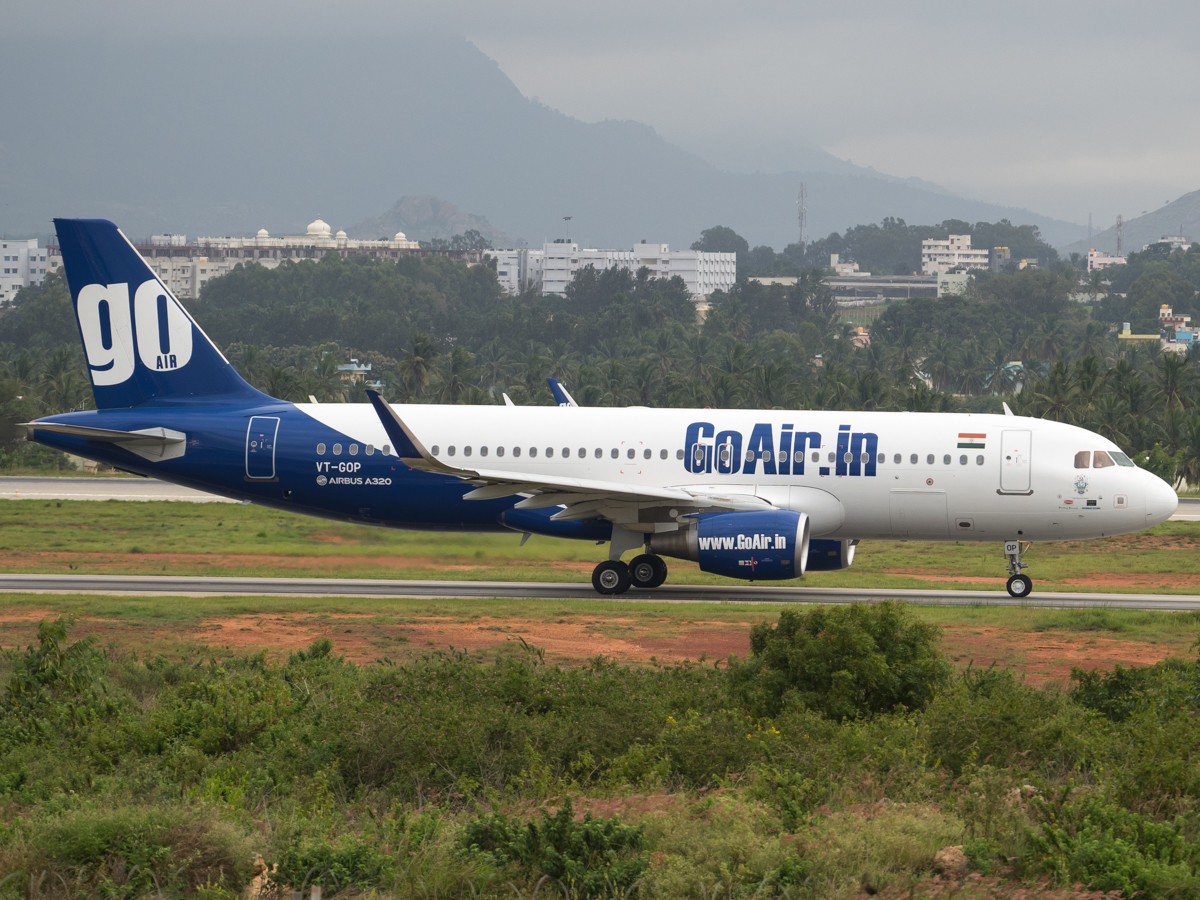
Un A320 à Bengaluru en 2015

En mars 2023, elle est le cinquième transporteur intérieur indien avec 6,9% des parts de marché.
Le 3 mai 2023, elle se place sous la protection  du la loi sur les faillites, blâmant les moteurs «défectueux» du constructeur Pratt & Whitney à l'origine de l'immobilisation de la moitié de sa flotte.

## Flotte
En octobre 2020, la flotte de GoAir consistait aux appareils suivants:

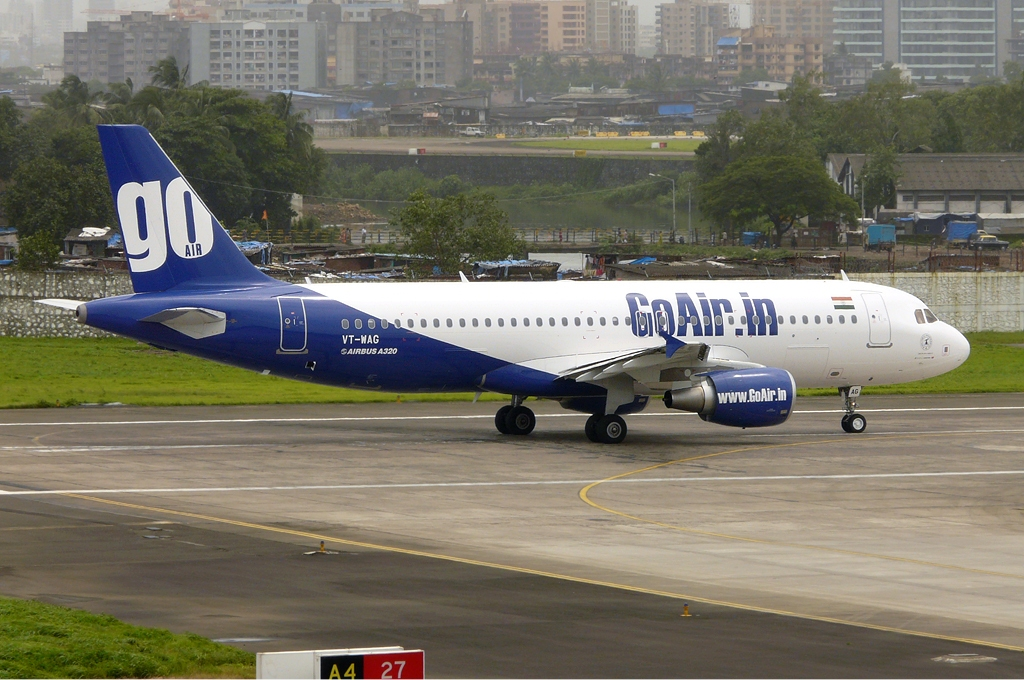
Airbus A320 de GoAir à l'Aéroport international Chhatrapati-Shivaji